# U-84 (1941)
U-84 – niemiecki okręt podwodny typu VII B z okresu II wojny światowej. Okręt wszedł do służby w 1941.

## Historia
W czasie II wojny światowej odbył 8 patroli bojowych, spędzając na morzu 461 dni. Zatopił 6 statków o łącznej pojemności 29.905 BRT i uszkodził jeden (7.176 BRT). Zatopiony 7 sierpnia 1943 roku na północnym Atlantyku przez amerykański samolot B-24 Liberator na pozycji 27°55′00″N 63°08′00″W/27,916667 -63,133333. Zginęła cała załoga 46 oficerów i marynarzy.

## Przebieg służby
- 29.04.1941 – 31.08.1941 – 1. Flotylla U-Bootów „Weddigen” w Kilonii (szkolenie)
- 01.09.1941 – 07.08.1943 – 1. Flotylla U-Bootów „Weddigen” w Breście (okręt bojowy)
- 07.08.1943 – zatopiony

Dowódcy:

29.04.1941 – 07.08.1943 – Kapitanleutnant (kapitan marynarki) Horst Uphoff